# Anton Hjalmarsson
Anton Hjalmarsson, född 6 februari 1882 i Västra Kärrstorps församling, död 19 februari 1939 i Malmö S:t Petri församling, var en svensk byggnadsförvaltare och riksdagsledamot (socialdemokrat).
Hjalmarsson var verksam som byggnadssnickare i Malmö 1900, men genomgick även Brunnsviks folkhögskola 1906–07. Han var assistent vid Malmö stads bostadsförmedling 1913–23 därefter vid dess fastighetsförvaltning. Han var ledamot av direktionerna för Malmö allmänna sjukhus och Malmö östra sjukhus samt ordförande i styrelsen för Skånes distrikt av ABF och Malmö arbetarhem. 
Hjalmarsson var ledamot av styrelsen för Malmö arbetarekommun 1906–07 och från 1909, ordförande 1910–13. Han var ledamot av Malmö stadsfullmäktige 1911–26 och 1929–39 samt ledamot av fattigvårdsstyrelsen 1925–32.
Hjalmarsson var 1931–36 ledamot av riksdagens första kammare, invald i Malmöhus läns valkrets. 